# Encyocrypta bertini
Encyocrypta bertini là một loài nhện trong họ Barychelidae. Loài này phân bố ờ Nouvelle-Calédonie.